# 楚玛尔河

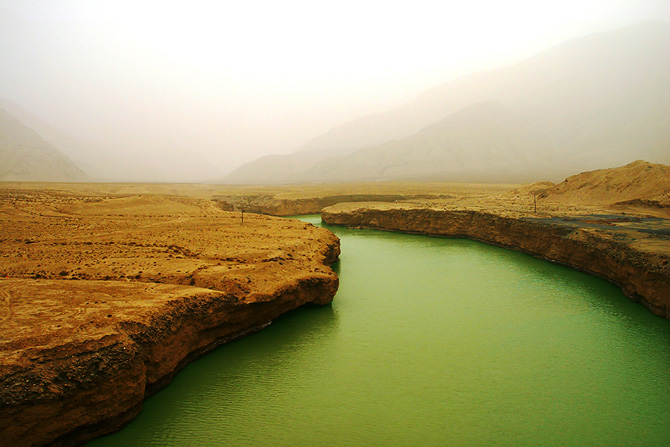
楚玛尔河

楚玛尔河即曲麻莱河或曲玛河，藏语意为“红水河”，蒙古语称“那木齐图乌兰木伦”，意为“红叶子江”，是长江北源。全长530公里，流域面积2.09万平方公里，多年平均流量8.12立方米每秒，河口平均流量20立方米每秒。发源于可可西里山东麓海拔4920米处，向东沿途接纳昆仑山南坡的冰雪融水和地下水，穿过多尔改错（叶鲁苏湖）后，经青藏公路和青藏铁路，在曲麻莱县西的楚拉地区宁各陇巴附近汇入长江上游通天河段左岸。 河口位于当曲河口下游200公里处。
青藏铁路在可可西里南部边缘有楚玛尔河特大桥，桥长2565米。